# عقب، قنا
عقب، روستایی از توابع شهرستان قوص در استان قنا و کشور مصر است.

## جمعیت
براساس سرشماری سال ۲۰۰۶ مصر، جمعیت آن ۹۱۷۵ نفر( ۴۳۹۴ مرد و ۴۷۸۱ زن ) بوده‌است.